# エクスプローラー1号
エクスプローラー1号（Explorer 1）は、アメリカ合衆国初の人工衛星。東部標準時の1958年1月31日22時48分にフロリダ州ケープカナベラル空軍基地よりジュノーIロケット（ジュピターCロケット）により打上げられた。

## 概要
ソビエト連邦が1957年10月4日にスプートニク1号を打上げたことにより、アメリカ合衆国においてはスプートニク・ショックが起こった。これにより、対抗措置・宇宙開発競争の一環としてアメリカでも早急に人工衛星を打上げることとなった。アメリカ海軍は1957年12月6日にヴァンガードロケットを用いてヴァンガードTV3の打上げを試みたが、これは失敗に終わっている。これとは別に、陸軍主導計画としてジェット推進研究所が衛星を製造し、アメリカ陸軍弾道ミサイル局がそれを打上げるジュノー1ロケットを製造することとなった。これらは僅か84日間で組立てられた。ジュノー1ロケット（ジュピターCロケット）は、レッドストーン短距離弾道ミサイルとして開発が進められて来たものであった。エクスプローラー1号を打上げたロケットはしばしばジュピターミサイルと混同される。しかし、ジュピターミサイルを元に開発されたロケットの名称は「ジュノーII」であり、名称は似ているが別物である。
エクスプローラー1号の衛星本体は、ジェット推進研究所ウイリアム・ヘイワード・ピカリング博士指揮の下に組立が行われ、計測機器はジェームズ・ヴァン・アレン指揮の下に組立が行われた。エクスプローラー1号打上げは国際地球観測の一環でもあり、計測器には科学目的を優先し、宇宙線計測用ガイガーカウンターが搭載された。
衛星打上げは成功し、エクスプローラー1号は地球を周回する長楕円軌道へ投入された。エクスプローラー1号のガイガーカウンターで計測された宇宙線の量は衛星の高度によって大きく変動した。これは後のエクスプローラー3号観測結果と合わせてヴァン・アレン帯発見に繋がっている。
エクスプローラー1号の電力は1958年5月23日までに消耗した。その後も軌道を周回し、1970年3月31日に太平洋上へ再突入している。
エクスプローラー1号予備機は、ワシントンD.C.の国立航空宇宙博物館で見ることが可能。

## 注
1. ↑  これより前に、打上げに失敗した衛星があるので、正確には「打上げて軌道投入に成功した初の」